# 13389 Stacey
13389 Stacey (1999 AG24) là một tiểu hành tinh vành đai chính được phát hiện ngày 10 tháng 1 năm 1999 bởi J. V. McClusky ở Fair Oaks Ranch.